# Wilhelm Ahrens (Polizist)
Wilhelm Ahrens (* 19. Mai 1911 in Hamburg; † 29. Dezember 1980 in Düsseldorf) war ein deutscher SS-Sturmbannführer, Kompanieführer und des stellvertretenden Bataillonschef des Reservepolizeibataillons 91 an der Ermordung der jüdischen und nichtjüdischen Bevölkerung in Russland und Weißrussland beteiligt.

## Leben
Wilhelm Ahrens war Sohn eines späteren Verwaltungsamtmannes. Er besuchte in Hamburg von 1917 bis 1929 die Oberrealschule, die er mit der Reifeprüfung verließ. Nach zwischenzeitlicher Tätigkeit auf einem Alteisenlager bewarb sich Ahrens 1932 bei der Polizei und wurde am 1. April 1932 bei der Hamburger Ordnungspolizei als Hilfswachtmeister eingestellt.
Im Februar 1933 wurde er als Unterführer in die Bereitschaftspolizei versetzt und im März 1933 mit dieser in die Landespolizei überführt. Am 1. August 1935 trat er zur Schutzpolizei Hamburg über. Am 1. Juli 1937 beantragte er die Aufnahme in die NSDAP und wurde rückwirkend zum 1. Mai desselben Jahres aufgenommen (Mitgliedsnummer 5.581.149). Nach dem Anschluss Österreichs im März 1938 wurde Ahrens als Ordonnanzoffizier und 2. Adjutant im Stabe des Inspekteurs der Ordnungspolizei für die Steiermark, Kärnten und Osttirol verwendet. Im Mai 1938 wurde er Chef einer Hundertschaft in Hamburg-Altona. Am 1. Juli 1939 wurde er nach Prag abgeordnet und zum Regimentsadjutanten beim Polizeiregiment „Böhmen“ ernannt. Vom 1. September bis zum 30. September 1939 nahm er als Regimentsadjutant beim Polizeiregiment „Warschau“ am Überfall auf Polen teil und wurde anschließend bis zum 30. November 1940 wieder als Regimentsadjutant bei dem Polizeiregiment „Böhmen“ verwendet. Nachdem er seit April 1938 als Bewerber für die Allgemeine SS geführt wurde, wurde er am 1. Juni 1940 SS-Hauptsturmführer. Im Dezember 1940 wurde er als Kompaniechef zum Polizeibataillon 84 des Polizeiregiments „Mähren“ versetzt, bei dem ihm die polizeiliche und militärische Ausbildung neu eingestellter aktiver Polizeibeamter oblag. Am 1. April 1941 kam er als Sachbearbeiter zum Kommando der Schutzpolizei in Düsseldorf. Ende 1941 wurde der Angeklagte als Chef der 3. Kompanie und stellvertretender Bataillonschef des Reservepolizeibataillons 91 (ab August 1942 Polizeiregiment 8) in den Bezirk Bialystok abgeordnet.
Im Januar oder Februar 1942 erschoss das Bataillon 50-80 Zivilisten in Wolkowysk. Die Opfer waren Insassen des Gefängnisses. Im März/April 1942 befahl Ahrens erneut die Erschießung von Insassen des Wolkowysker Gefängnisses. Im Frühsommer 1942 ermordeten die Angehörigen des Bataillons alte und kranke Juden in Ghetto von Krynki. Einige Juden wurden in ihren Häusern und auf der Straße erschossen, andere wurden in eine Synagoge am Marktplatz getrieben und dort mithilfe eines Sprengkörpers, der in die Synagoge geworfen wurde, ermordet. Im Herbst erschoss ein Kommando der 3. Kompanie drei Ukrainer bei Jerischitschi. Während eines Einsatzes gegen Partisanen brannten Angehörige der Kompanie im Winter 1942/1943 ein Haus in Jerischitschi nieder, in dem mehrerer Menschen starben.
Am 1. Mai 1943 wurde er zur Polizeiwaffenschule IV in Maastricht versetzt, an der er als Leiter von Unterführerlehrgängen und als Taktiklehrer bei Kompanieführerlehrgängen tätig war. Im August 1943 wurde er als Bataillonskommandeur zur Polizeiwaffenschule II in Den Haag abgeordnet. Von Januar bis September 1944 nahm er an einem Führergehilfenlehrgang der Polizei in Oranienburg, später in Dresden teil. Im Oktober 1944 wurde Ahrens Führer einer Kampfgruppe in Düsseldorf und wurde einen Monat später als Bataillonskommandeur zum Polizeigebirgsjägerregiment „Schlanders“ in Südtirol abgeordnet. Im Februar 1945 wurde er zu einem Regimentskommandeurlehrgang in Dresden abgeordnet und wurde im März 1945 Offizier z.b.V. bei der Polizeidivision „Dresden“, die zur Verteidigung Dresdens eingesetzt war. Am 9. Mai 1945 geriet Ahrens im Sudetenland in sowjetische Gefangenschaft.
Am 13. April 1950 verurteilte ihn ein sowjetisches Militärgericht wegen seiner Zugehörigkeit zum Polizeibataillon 91 während des Russlandeinsatzes zu 25 Jahren Zwangsarbeit. Am 9. Oktober 1955 wurde er amnestiert und kehrte als Spätheimkehrer nach Westdeutschland zurück.
Am 6. September 1956 wurde er bei der Kreispolizeibehörde Bochum als Hauptkommissar wieder in den Polizeidienst eingestellt. Am 26. April 1957 wurde er als Abschnittsleiter zur Kreispolizeibehörde in Düsseldorf versetzt. Am 1. Januar 1960 wurde er als Leiter der Schutzpolizei zur Bezirksregierung in Köln versetzt. Nach Einleitung des staatsanwaltschaftlichen Ermittlungsverfahrens wurde er am 31. Oktober 1964 aus gesundheitlichen Gründen auf eigenen Antrag in den Ruhestand versetzt. Ab November 1964 war er als Angestellter in der Patentabteilung der Farbenwerke Bayer tätig. Im Jahr 1972 wurde er wegen Mordes in Weißrussland angeklagt.
Am 24. Januar 1973 wurde er vom Landgericht Düsseldorf wegen Befehlsnotstand freigesprochen.